# Bathyergus
Bathyergus là một chi động vật có vú trong họ Bathyergidae, bộ Gặm nhấm. Chi này được Illiger miêu tả năm 1811. Loài điển hình của chi này là Mus maritimus Gmelin, 1788 (= Mus suillus Schreber, 1782).

## Hình ảnh

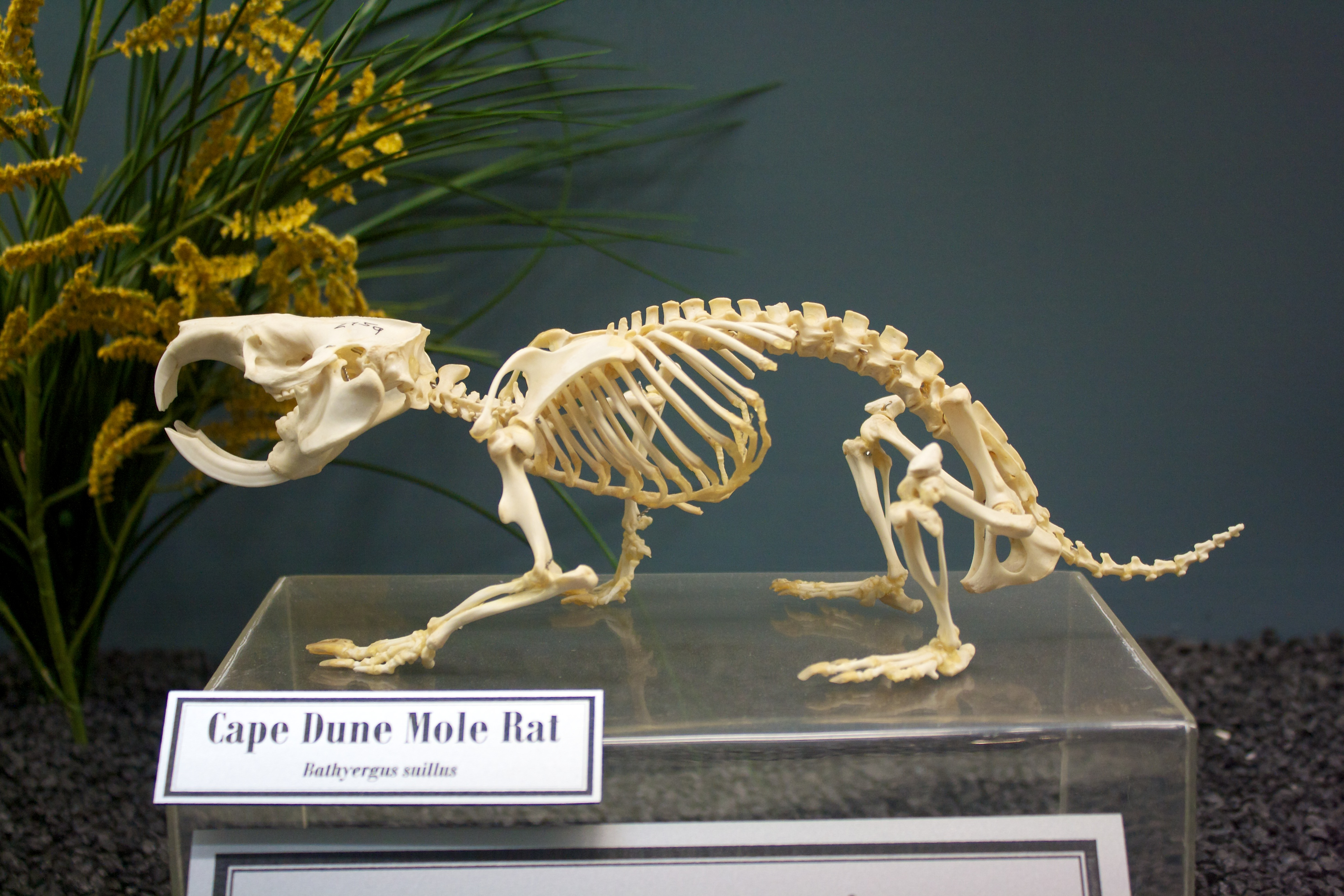

## Các loài
Chi này gồm các loài: